# Scoliacma spilarcha
Scoliacma spilarcha är en fjärilsart som beskrevs av Edward Meyrick 1886. Scoliacma spilarcha ingår i släktet Scoliacma och familjen björnspinnare. Inga underarter finns listade.